# Fizikai változások
Azokat a változásokat, amelyek során az anyag szerkezete megváltozik, kémiai összetételében azonban nem történik változás, fizikai változásnak nevezzük. A fizikai változások során gyakran megváltoznak az anyag eredeti tulajdonságai (például színe, halmazállapota stb.). Példa: Ha narancsvörös higany-oxidot hevítünk, kristályszerkezete megváltozik, színe bordóra, majd feketére változik. Lehűtve azonban ismét visszaalakul az eredeti kristályszerkezet és ezzel együtt az eredeti szín. A fizikai változások során az eredeti körülmények visszaállításával visszakapjuk a kiindulási anyagot. Másik példa: a víz megfagyásakor a halmazállapot változik meg, nem keletkezik új anyag és nem változik az anyagok összetétele.